# Генк де Лопер
Генк де Лопер (нід. Henk de Looper, 26 грудня 1912 — 2 січня 2006) — нідерландський хокеїст на траві.
Бронзовий призер Олімпійських Ігор 1936 року.